# Tourville-sur-Sienne
Tourville-sur-Sienne é uma comuna francesa na região administrativa da Normandia, no departamento Mancha. Estende-se por uma área de 7,55 km². Em 2010 a comuna tinha 805 habitantes (densidade: 106,6 hab./km²).